# 니우에어
니우에어(니우에어: ko e vagahau Niuē)는 오스트로네시아어족 말레이폴리네시아어파의 폴리네시아어군에 속한 언어이다. 통가어와 거의 비슷한 관계이며 마오리어, 사모아어, 하와이어 등의 여타 폴리네시아어와는 약간 거리가 멀다. 이 때문에 폴리네시아어군 내에서 니우에어는 통가어와 함께 통가어군을 이루고 있다. 사모아어나 동부폴리네시아어로부터 영향을 받은 점도 있다.

## 쓰임새

### 화자
니우에어는 니우에 섬 주민 중 약 1,600명 (1991년 통계)이 화자로 삼고 있으며, 전체 인구 중 97.4%를 차지한다. 그밖에 쿡 제도, 뉴질랜드, 통가 등지에도 화자가 있어 총 화자는 8,000명에 달한다. 이 때문에 니우에보다 니우에 이외의 국가에서 니우에어 화자가 더 많은 실정이다. 특히 1990년대 초에는 니우에어의 화자 중 70%가 뉴질랜드에 거주하고 있다는 연구도 있다. 니우에 주민들은 대다수가 영어를 제2언어로 쓰고 있다.

### 방언
니우에어는 크게 두 가지 방언으로 나뉜다. 첫째는 섬 북쪽에서 사용되는 오래된 방언인 '모투' (Motu), 둘째는 섬 남쪽에서 사용되는 '타피티' (Tafiti)다. 두 명칭의 의미는 직역하면 각각 '섬사람'과 '타지 사람'이란 뜻이다.
두 방언 간의 차이는 어휘에서 주로 드러난다. 예컨대 '긁다, 긁개'를 뜻하는 단어는 volu (타피티) / matā (모투)이며, '구아바'를 뜻하는 단어는 lala (타피티) / kautoga (모투)로 다르다. 형태 면에서 조금씩 달라지는 단어도 있는데, hafule / afule, aloka / haloka, nai / nei, ikiiki / likiliki, malona / maona 등이 그 예시이다.

## 철자
니우에의 철자법은 굉장히 음소적이어서, 한 글자에는 한 발음만이 해당되며 반대로 한 발음을 표기할 땐 한 글자만 사용된다. 모음의 장단을 표시할 때에는 장음 기호 (ㅡ)를 문자 위에 올려 표기하지만, 꼭 지켜지는 것은 아니다.
니우에는 알파벳으로 표기하는데, 예로부터 쓰여온 알파벳 문자 나열법대로 표기하자면 ā, ē, ī, ō, ū, fā, gā, hā, kā, lā, mō, nū, pī, tī, vī, rō, sā의 순이다. 영어의 알파벳순과는 달리 'rō'와 'sā'가 맨 끝에 온다.
스펄리치 (1997)는 니우에어 사전을 내면서 이 나열법을 영어 알파벳순에 맞춰놓았는데, a, ā, e, ē, f, g, h, i, ī, k, l, m, n, o, ō, p, s, t, u, ū, v의 순이다 ('r' 글자는 r로 시작되는 단어가 없었기에 빠졌다). 여기서 자음을 발음할 때에는 ā를 붙여서 'fā, gā, hā, kā, lā, mā, nā, pā, tā, vā, rā, sā' 하는 식으로 읽는 것을 추천하기도 했다.
한편 니우에어는 기독교 선교사들이 사모아 제도에 와서 주민들을 가르칠 때 문자를 도입하게 되었다. 그 때문에 사모아어에는 철자와 문법에서 이때의 영향을 받았음을 뚜렷하게 드러나는데, 예컨대 /ŋ/ 발음은 통가어나 여타 폴리네시아어에서는 'ng'라고 표기했을 것을 사모아어에서는 'g'로 표기한다. 1970년 맥퀸이 집필한 사전에서는 ng 표기를 썼지만 당장 니우에어 성경에서 쓰던 철자법과 충돌했기 때문에 널리 쓰이지 못했다.

## 발음
자음의 경우에는 다음과 같다.
|        | 순음 | 치경음 | 연구개음 | 성문음 |
| ------ | ---- | ------ | -------- | ------ |
| 파열음 | p    | t      | k        |        |
| 마찰음 | f v  | (s)    |          | h      |
| 비강음 | m    | n      | ŋ        |        |
| 유음   |      | l (r)  |          |        |

[s] 발음은 /t/ 발음이 첫 모음 앞에 올 때 이음되는 것이다. 정확히는 장단음 상관없이 /i/, /e/ 모음 앞에 온 /t/가 [ts]로 파찰음화되고, 이것이 다시 [s]로 바뀌면서 생기는 현상이다. 다만 옛날에 들어온 외래어 (예컨대 영어 'tea'에서 따온 단어 'tī')인 경우에는 현지어에 맞게, 혹은 현지어와 비슷하게 발음하기 위해 변화를 거친 것이지만, 이러한 발전을 겪은 뒤에 유입된 외래어의 경우 파찰음화되지 않고 원래의 [t] 발음을 유지한다 (예컨대 영어 'telephone'과 'degree'에서 따온 단어인 'telefoni', 'tikulī' 같은 경우).
/r/과 /s/ 발음은 잘 쓰이지 않는 음소로 외래어를 읽을 때에만 발음한다. 일부 화자는 두 발음을 각각 [l]와 [t]로 발음하기도 한다.
모음의 경우에는 다음과 같다.
|    | 전설 | 전설 | 중설 | 중설 | 후설 | 후설 |
| 장 | 단   | 장   | 단   | 장   | 단   |      |
| -- | ---- | ---- | ---- | ---- | ---- | ---- |
| 고 | iː   | i    |      |      | uː   | u    |
| 중 | eː   | e    |      |      | oː   | o    |
| 저 |      |      | aː   | a    |      |      |

니우에어에서 모음의 길이는 확연하며, 장단음으로 각각 나뉜다. 뿐만 아니라 이렇게 생긴 모음 두 개가 만나 단음-단음, 단음-장음, 장음-단음, 장음-장음 형태를 이루며, 그것이 또 별개의 모음으로 인정받는 이른바 '재조음 모음' (rearticulated vowel)이 있다. 재조음 모음과 일반적인 장음 모음과는 다시 구별된다. 모음의 장단은 단어 내의 어느 위치냐는 관계없이 발생할 수 있으며, 단음끼리 만나 이중모음을 구성하기도 한다. 다음은 니우에어에서 쓸 수 있는 이중모음이다.
- /ae/ /ai/ /ao/ /au/
- /ea/ /ei/ /eo/ /eu/
- /ia/ /ie/ /io/ /iu/
- /oa/ /oe/ /oi/ /ou/
- /ua/ /ue/ /ui/ /uo/